# 顧鼎臣
顾鼎臣（1473年—1540年），初名顾仝，字九和，号未斋、又号味斋，直隶崑山縣（今江苏昆山市）人。明朝狀元、官员、書法家。谥文康。

## 生平
生于成化九年（1473年），弘治十四年（1501年）舉辛酉科應天府乡试第八十六名，弘治十八年（1505年）乙丑科會試第五十五名，殿試高中一甲第一名進士（状元），授翰林院修撰。正德年间，任左谕德。擅长青词，撰“步虚词”七章，受到“优诏褒答”，得以入閣，歷官礼部右侍郎、吏部左侍郎、掌詹事府、礼部尚书，嘉靖十七年（1538年）八月，兼任文渊阁大学士，入参机务。不久加少保、太子太傅、进武英殿大学士。時人稱“青詞宰相”。嘉靖十九年（1540年）逝世，享年六十八，追赠太保衔，谥文康。曾擁有《清明上河圖》。

## 著作
工书法，似赵孟頫。著有《医眼方论》一卷，《经验方》一卷。

## 家族
曾祖顾大本。祖顾良。父顾恂，遇例壽官。嫡母吴氏，生母杨氏。具庆下。兄顾式，府经历；顾宜之，封监察御史。顾鼎臣四子：长子履方，举乡荐；履祥、履贞、履吉。孙男谦亨，尚宝司丞；次谦益。曾孙咸和、咸平、咸康。顧咸正、顧咸建、顧咸受，明末俱死国难。

## 延伸阅读
[在维基数据编辑]
 《國朝獻徵錄·卷之十六》，出自焦竑《國朝獻徵錄》
 《明史卷一百九十三》，出自《明史》
 在维基共享资源阅览影像